# European Association of Vertebrate Palaeontologists
Die European Association of Vertebrate Palaeontologists (EAVP) ist eine Gesellschaft zur Förderung der Wirbeltierpaläontologie in Europa.

## Gesellschaft
Die European Association of Vertebrate Palaeontologists (EAVP) wurde 2003 als eine Gesellschaft für Personen mit Interesse an Wirbeltierpaläontologie gegründet. Sie ist aus den European Workshop on Vertebrate Palaeontology hervorgegangen. Die EAVP hat über 100 Mitglieder, die zum Großteil Wirbeltierpaläontologen sind.
EAVP sieht sich als ein Forum für Paläontologen in einem traditionell multilingualen und multikulturellen Gebiet und definiert „Europa“ nicht politisch, sondern geographisch und kulturell. Aus rechtlicher Sicht ist EAVP ein eingetragener Verein in Deutschland.

## Ziele
Die Ziele der EAVP sind
- die Gründung und Unterstützung internationaler Projekte mit europäischer Beteiligung auf dem Gebiet der Wirbeltierpaläontologie,
- die Unterstützung von Studenten bei der Teilnahme an solchen Projekten, um den Nachwuchs an Wirbeltierpaläontologen in Europa zu garantieren
- finanzielle Mittel hierfür selbst zu stellen oder von europäischen Stiftungen und anderen Sponsoren zu organisieren,
- eine Pluralität der Methoden zu erhalten,
- Kontakte und Zusammenarbeiten zwischen europäischen Wirbeltierpaläontologen zu fördern, indem jedes Jahr ein Workshop der EAVP in einen anderen europäischen Land organisiert wird, als Fortsetzung der European Workshop on Vertebrate Palaeontology.

## Workshops
Jedes Jahr veranstaltet die EAVP einen Workshop in einem andern europäischen Land. Zum 200. Geburtstag von Charles Darwin führte die EAVP zudem einen zusätzlichen Workshop am Royal Belgian Institute of Natural Sciences in Brüssel durch.

## Publikationen
Die offizielle Zeitschrift der EAVP ist Oryctos, eine Zeitschrift mit Peer review, die französische und englische Beiträge zu allen Bereichen der Wirbeltierpaläontologie und vergleichenden Anatomie veröffentlicht, sowie Beiträge zur Geschichte dieser Forschungsdisziplin.
Außerdem wird zu jedem Workshop ein Band mit den Kurzfassungen der Vorträge veröffentlicht.